# Motor-Kritik
Motor-Kritik foi o título de uma revista automobilística, publicada pela H.Bechhold Verlagsbuchhandlung na Alemanha, de 1929 a 1945. Originou-se da revista Klein-Motor-Sport.

## História
Klein-Motor-Sport foi o título de uma revista alemã sobre motocicletas e carros pequenos, fundada pelo engenheito civil Oscar Ursinus e publicada de 1922 a 1929.
A editora H.Bechhold Verlagsbuchhandlung assumiu o título não rentáveis em 1927. Para revitalizar a revista, a editor contratou o jovem engenheiro e crítico jornalista automotivo Josef Ganz como editor-chefe. Ele começou a trabalhar a partir da primeira edição de janeiro de 1928. Josef Ganz utilizou a Klein-Motor-Sport como plataforma para criticar carros pesados, inseguros e antiquados, promovendo projetos inovadores. A revista rapidamente ganhou reputação e influência e, em janeiro de 1929, foi renomeada com o título mais apropriado Motor-Kritik.
‘Com a convicção ardente de um missionário’, diria mais tarde o diretor da Volkswagen no pós-guerra Heinrich Nordhoff, ‘Josef Ganz atacou com ironia mordaz na Motor-Kritik as antigas e bem estabelecidas companhias de automóveis’. Estas companhias lutaram contra a Motor-Kritik com ações judiciais, campanhas de difamação e boicote de publicidade. No entanto, cada nova tentativa de destruição só aumentou a publicidade para a revista e Josef Ganz se estabeleceu firmemente como lider inovador e independente da indústria automotiva na Alemanha.
Como um judeu, no entanto, Josef Ganz foi forçado a renunciar ao cargo de editor-chefe pela Gestapo em 1933. Seu posto de trabalho foi assumido por seu colega Georg Ising, que permaneceu editor-chefe durante a Segunda Guerra Mundial até a extinção da revista, em 1945.